# El mánager
El mánager fue un programa de televisión dedicado a la búsqueda de talentos. El formato, presentado por Baby Solano, se emitió en Televisión Canaria entre 2012 y 2013 y, desde ese año, en LaSiete de Mediaset España.

## Historia
El 16 de julio de 2012, Televisión Canaria estrenó El mánager, un talent show en el que varios talentos que tratarán de demostrar su valía en el mundo del espectáculo y poner en marcha su carrera profesional. Después de dos temporadas y una audiencia media de un 9,9%, el programa celebró su final en marzo de 2013.
Tras su andadura por la televisión autonómica, el programa inició sus emisiones a nivel nacional a través de LaSiete, el canal mini-generalista de Mediaset España. Baby Solano continuó al frente del formato, que se reestrenó el 29 de julio de 2013 a las 21:00 horas. En su segunda semana, El mánager se trasladó a las 17:00 horas desde el 5 de agosto. Finalmente, el programa finalizó su primera temporada el 30 de agosto de 2013, y se eligió al ganador el 11 de septiembre en Sálvame (Telecinco), después de estar durante 3 días en el mencionado programa con las semifinales, alcanzando una media diaría total en el proceso del 17% de Audiencia.

## Formato
En El Mánager, cada participante tiene dos minutos para demostrar sus mejores virtudes delante de la cámara, que visita el entorno escogido por cada uno de los concursantes. Para ello, el presentador Baby Solano cuenta con la compañía de rostros que destacan en el mundo de la presentación, de la música y del humor. Ellos son los encargados de decidir quiénes quedan clasificados y, por tanto, pasan a participar en el programa.

## Equipo

### Presentador
- Baby Solano

### Colaboradores
- Pablo Puyol
- Natalia Rodríguez
- Jorge Javier Vázquez
- Quique Jiménez "Torito"
- Soraya Arnelas
- Tamara Gorro
- Auryn
- Angy Fernández
- Manu Tenorio
- Beatriz Trapote
- Moncho Borrajo
- Pablo Carbonell
- Marta Valverde
- Belén Rodríguez
- Daniel Diges
- Rafael Amargo
- Edurne García
- Ivonne Reyes
- Jorge Blass